# Ytu brutus
Ytu brutus is een keversoort uit de familie Torridincolidae. De wetenschappelijke naam van de soort is voor het eerst geldig gepubliceerd in 1980 door Spangler.